# Tilst Kirke
Tilst Kirke er en kirke i forstaden Tilst 8 km nordvest for Aarhus.
Kirkens kor og skib er i romansk stil, mens våbenhus og tårn er sengotiske. Senere tilføjelser er fra slutningen af 1400-tallet og begyndelsen af 1500-tallet. Allerede i middelalderen er våbenhuset blevet forhøjet.
De romanske dele er opført i rå og kløvet kamp med kvadre ved hjørner og åbninger. Indvendigt ses i kor og skib kalkmalerier fra ca. 1450-75, dvs. umiddelbart efter at kirken fik krydshvælv. Altertavlen er fra ca. 1650 og i bruskbarok, mens døbefonten er romansk og med to par dobbeltløver med mandshoveder. Prædikestolen er fra 1633.
I korets sydøstlige hjørne ses en kvader med et skakbrætmønster, bestående af 6 vandrette og 6 lodrette rækker. En anden skakbrætsten med 9 vandrette og 5 lodrette rækker findes på østsiden af portalen i våbenhuset.